# Lans (Austria)
Lans – gmina w Austrii, w kraju związkowym Tyrol, w powiecie Innsbruck-Land. Liczy 1030 mieszkańców (1 stycznia 2015).